# لایف اریکسن
لایف اریکسن (نروژی: Leif Erichsen; ۱۵ اکتبر ۱۸۸۸ – ۴ مارس ۱۹۲۴) قایقران قایق بادبانی اهل نروژ بود.